# Pena de mort a Espanya

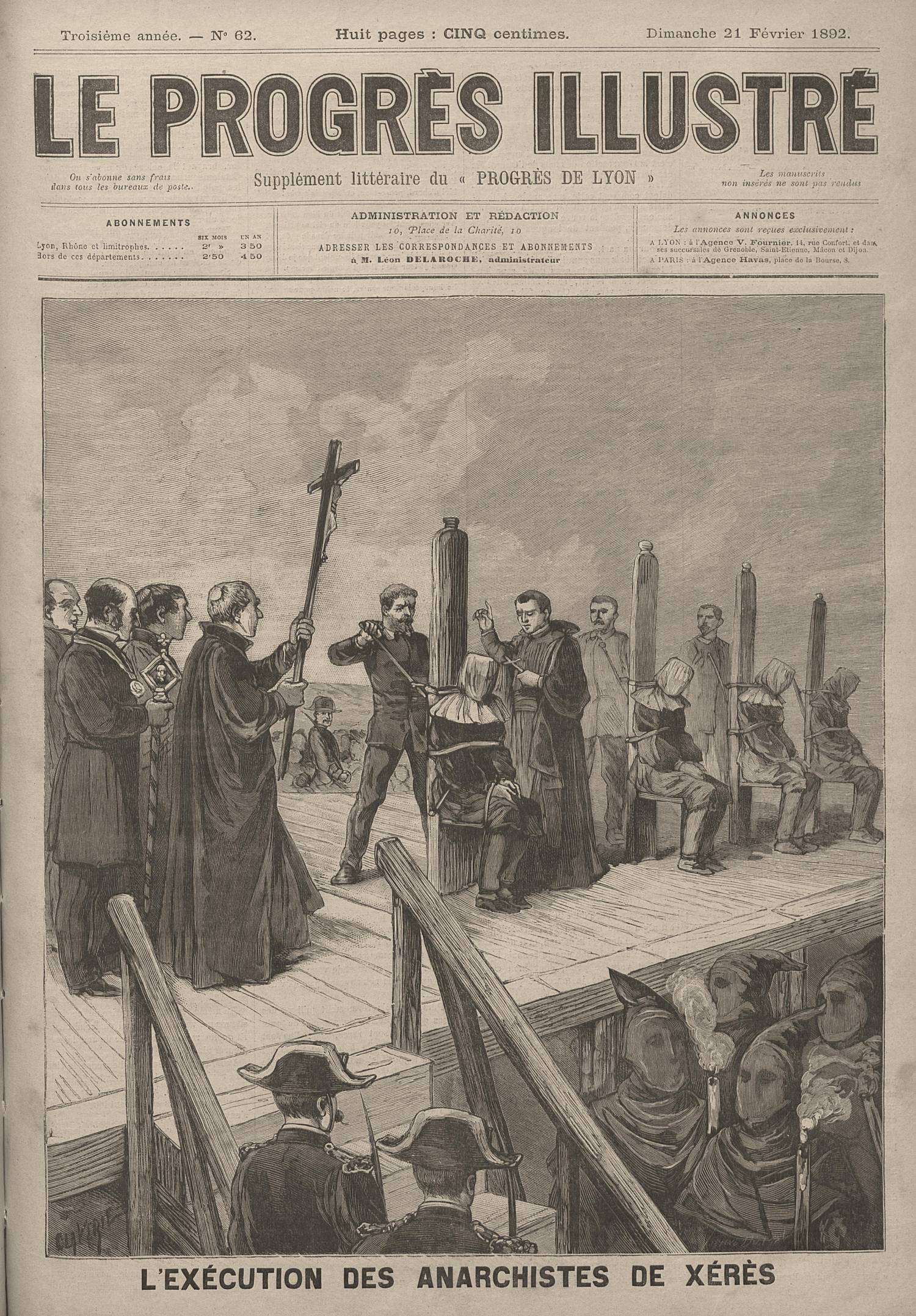
Edició de Le Progrés mostrant l'execució d'uns anarquistes a Xerès mitjançant el garrot vil

La pena de mort a Espanya està prohibida per la Constitució de 1978, promulgada a l'inici de la transició democràtica espanyola i completament abolida, tant en temps de pau com de guerra, per una Llei Orgànica de 1995, després d'una forta pressió social.
Les últimes execucions es van dur a terme el 27 de setembre de 1975, quan cinc membres d'ETA i del Front Revolucionari Antifeixista i Patriota (FRAP) van ser executats per un escamot d'afusellament per assassinat en un judici molt publicitat en què alguns condemnats (entre ells una dona embarassada) van rebre l'indult del dictador Francisco Franco. Les sentències dels cinc restants van ser commutades per la mort per afusellament en lloc de l'inicial per garrot vil, que era àmpliament apreciat com un mètode draconià després de la publicitat del seu últim ús el 1974, quan Salvador Puig Antich va ser executat a Barcelona i Georg Michael Welzel a Tarragona.